# Cilunculus ateuchus
Cilunculus ateuchus là một loài nhện biển trong họ Ammotheidae. Loài này thuộc chi Cilunculus. Cilunculus ateuchus được miêu tả khoa học năm 2004 bởi Bamber.